# Violette Athletic Club
El Violette Athletic Club es un club de fútbol de Haití, es uno de los clubes más ganadores de su país. El club juega sus partidos de local en el Stade Sylvio Cator en Puerto Príncipe.

## Resultados en competiciones internacionales
Liga de Campeones de la Concacaf: 6 apariciones
Nota: Los goles anotados por Violette se colocan en primer lugar.
| Temporada | Ronda | Rival              | Local         | Visita | Global |
| --------- | ----- | ------------------ | ------------- | ------ | ------ |
| 1969      | 1     | Somerset Trojans   | 1–1           | 0–5    | 1–6    |
| 1975      | 1     | Transvaal          | Descalificado |        |        |
| 1977      | 1     | Defence Force F.C. | 2–0           | 2–0    | 4–0    |
| 1977      | 2     | Robinhood          | 0–0           | 0–1    | 0–1    |
| 1984      | 1     | SV Victory Boys    | 3–0           | 3–0    | 6–0    |
| 1984      | 2     | Guyanais           | 0–0           | 2–2    | 2–2    |
| 1994      | 1     | Jong Colombia      | 1–0           | 0–2    | 1–2    |
| 2023      | 1     | Austin             | 3–0           | 0–2    | 3–2    |
| 2023      | 2     | León               | 2–1           | 0–5    | 2–6    |

Campeonato de Clubes de la CFU: 3 apariciones
- 2000 - Fase de grupos
- 2002 - Fase de grupos
- 2022 - Campeón

## Palmarés

### Torneos nacionales
- Liga Haitiana (6): 1939, 1957, 1968, 1994/95, 1999, 2020/21-A
- Segunda División de Haití (1): 2018
- Copa de Haití (7): 1927, 1928, 1929, 1930, 1954, 1968, 1978

### Torneos internacionales
- Liga de Campeones de la Concacaf (1): 1984
- Campeonato de Clubes de la CFU (1): 2022